# Илија Билбија
Илија Билбија (1835 – Грахово, 6. јун 1908) је био свештеник Граховске парохије од времена Невесињске буне, познатије као Невесињска пушка, па све до избијања Првог светског рата.
Прота се међу првима прикључио устанку у Херцеговини и био један од тројице вођа. Тамо се истакао превасходно храброшћу, а такође је показао истрајност и одлучност у тежњама за ослобођење Српског народа.
Прота је несвесно спасао Гаврила Принципа након Сарајевског атентата. Наиме, када се Гаврило родио, прота је грешком у црквене књиге уписао 13. јул уместо 13. јун. Тужилац на процесу је тражио да се као валидан датум узме јун, али прота Билбија који је једини могао да измени књиге није хтео да пристане на то, те се Принципу судило као непунолетном. Након тога је прота Билбија прошао кроз страшне муке, али нису успели да га сломе и натерају да изда свога земљака.
Прота Илија Билбија ускоро умире, понајвише од последица тортуре Аусто-Угарске војске . Сахрањен је на гробљу које се зове Мраморје, у засебној капели, поред пута између Босанског грахова и села Угарци.